# Série de championnat de la Ligue américaine de baseball 1972
La Série de championnat de la Ligue américaine de baseball 1972 était la série finale de la Ligue américaine de baseball, dont l'issue a déterminé le représentant de cette ligue à la Série mondiale 1972, la grande finale des Ligues majeures.
Cette série trois de cinq débute le samedi 7 octobre 1972 et se termine le jeudi 12 octobre par une victoire des Athletics d'Oakland, trois matchs à deux sur les Tigers de Detroit. Oakland remporte par la suite la première de trois Séries mondiales consécutives.

## Équipes en présence
Avec 93 victoires contre 62 défaites en saison régulière, les Athletics d'Oakland remportent en 1972 le deuxième de cinq championnats consécutifs dans la division Ouest de la Ligue américaine. Ils terminent avec cinq parties et demie d'avance sur les White Sox de Chicago. Battus en trois parties de suite par les Orioles de Baltimore en 1971, les A's participent à leur deuxième Série de championnat en autant d'années. Avec une moyenne au bâton de ,305 en saison régulière, Joe Rudi se classe parmi les meilleurs frappeurs de la ligue et mène la Ligue américaine avec 181 coups sûrs. Au monticule, ils comptent sur l'un des meilleurs lanceurs de l'année : Catfish Hunter mène le baseball pour le ratio victoires-défaites avec une fiche de 21-7 et sa moyenne de points mérités n'est que de 2,04. De son côté, Blue Moon Odom, un autre lanceur droitier, n'accorde que 2,50 points mérités par partie à l'adversaire en moyenne et il remporte deux des trois matchs de la série face aux Tigers.
Les Tigers de Detroit remportent de justesse le titre dans la division Est. Avec 86 victoires et 70 défaites en saison, ils ne terminent qu'un demi-match devant l'équipe de seconde place, les Red Sox de Boston. Les Tigers décrochent leur premier titre de section depuis l'année 1968, où ils avaient remporté la Série mondiale. C'est la première fois qu'ils prennent part à une Série de championnat depuis que cette ronde éliminatoire a été créée, et c'est le premier affrontement Detroit-Oakland en séries éliminatoires. Auteur de 25 victoires la saison précédente, Mickey Lolich remporte 22 matchs en 1972 pour Detroit.

## Déroulement de la série

### Calendrier des rencontres
| Match | Date       | Visiteur            | Hôte                | Score              |
| ----- | ---------- | ------------------- | ------------------- | ------------------ |
| 1     | 7 octobre  | Tigers de Detroit   | Athletics d'Oakland | 2 - 3 (11 manches) |
| 2     | 8 octobre  | Tigers de Detroit   | Athletics d'Oakland | 0 - 5              |
| 3     | 10 octobre | Athletics d'Oakland | Tigers de Detroit   | 0 - 3              |
| 4     | 11 octobre | Athletics d'Oakland | Tigers de Detroit   | 3 - 4 (10 manches) |
| 5     | 12 octobre | Athletics d'Oakland | Yankees de New York | 2 - 1              |

### Match 1
Samedi 7 octobre 1972 au Oakland-Alameda County Coliseum, Oakland, Californie.
| Tigers de Detroit | 0 | 1 | 0 | 0 | 0 | 0 | 0 | 0 | 0 | 0 | 1 | 2 | 6  | 2 |
| Athletics d'Oakland | 0 | 0 | 1 | 0 | 0 | 0 | 0 | 0 | 0 | 0 | 2 | 3 | 10 | 1 |
| Lanceurs partants : DET : Mickey Lolich OAK : Catfish Hunter Vic. : Rollie Fingers (1-0) Déf. : Mickey Lolich (0-1) HRs : DET : Norm Cash (1), Al Kaline (1) |   |   |   |   |   |   |   |   |   |   |   |   |    |   |

### Match 2
Dimanche 8 octobre 1972 au Oakland-Alameda County Coliseum, Oakland, Californie.
| Tigers de Detroit                                                                                                   | 0 | 0 | 0 | 0 | 0 | 0 | 0 | 0 | 0 | 0 | 3 | 1 |
| Athletics d'Oakland                                                                                                 | 1 | 0 | 0 | 0 | 4 | 0 | 0 | 0 | X | 5 | 8 | 0 |
| Lanceurs partants : DET : Woodie Fryman OAK : Blue Moon Odom Vic. : Blue Moon Odom (1-0) Déf. : Woodie Fryman (0-1) |   |   |   |   |   |   |   |   |   |   |   |   |

### Match 3
Mardi 10 octobre 1972 au Tiger Stadium, Detroit, Michigan.
| Athletics d'Oakland | 0 | 0 | 0 | 0 | 0 | 0 | 0 | 0 | 0 | 0 | 7 | 0 |
| Tigers de Detroit | 0 | 0 | 0 | 2 | 0 | 0 | 0 | 1 | X | 3 | 8 | 1 |
| Lanceurs partants : OAK : Ken Holtzman DET : Joe Coleman Vic. : Joe Coleman (1-0) Déf. : Kent Holtzman (0-1) HRs: DET : Bill Freehan (1) |   |   |   |   |   |   |   |   |   |   |   |   |

### Match 4
Mercredi 11 octobre 1972 au Tiger Stadium, Detroit, Michigan.
| Athletics d'Oakland | 0 | 0 | 0 | 0 | 0 | 0 | 1 | 0 | 0 | 2 | 3 | 9  | 2 |
| Tigers de Detroit | 0 | 0 | 1 | 0 | 0 | 0 | 0 | 0 | 0 | 3 | 4 | 10 | 1 |
| Lanceurs partants : OAK : Catfish Hunter DET : Mickey Lolich Vic. : John Hiller (1-0) Déf. : Bob Locker (0-1) HRs : OAK : Mike Epstein (1) DET : Dick McAuliffe (1) |   |   |   |   |   |   |   |   |   |   |   |    |   |

### Match 5
Jeudi 12 octobre 1972 au Tiger Stadium, Detroit, Michigan.
| Athletics d'Oakland | 0 | 1 | 0 | 1 | 0 | 0 | 0 | 0 | 0 | 2 | 4 | 0 |
| Tigers de Detroit | 1 | 0 | 0 | 0 | 0 | 0 | 0 | 0 | 0 | 1 | 5 | 2 |
| Lanceurs partants : OAK : Blue Moon Odom DET : Woodie Fryman Vic. : Blue Moon Odom (2-0) Déf. : Woodie Fryman (0-2) Sauv. : Vida Blue (1) |   |   |   |   |   |   |   |   |   |   |   |   |